# Bernieulles
Bernieulles település Franciaországban, Pas-de-Calais megyében. Lakosainak száma 165 fő (2022. január 1.). Bernieulles Hubersent, Inxent, Longvilliers, Beussent és Cormont községekkel határos.

## Népesség
A település népességének változása:
| Lakosok száma | 197  | 189  | 186  | 184  | 183  | 184  | 178  | 171  | 165  |
|               | 2013 | 2015 | 2016 | 2017 | 2018 | 2019 | 2020 | 2021 | 2022 |